# 古坂大魔王
古坂大魔王（日语：／ Kosaka Daimaō */?，1973年7月17日—），本名古坂和仁（／ Kosaka Kazuhito），是日本搞笑艺人、DJ，青森縣青森市出身，所屬經紀公司為愛貝克思管理。其以扮演「否古太郎」（／ Piko tarō）這一虛擬的歌手角色而網絡爆紅，進而回歸原本藝人的身分活躍於演藝圈。

## 人物略历
古坂在1973年7月17日出生于青森县青森市，毕业于青森县立青森东高等学校。1992年，古坂加入M2 Company（2003年更名為HoriPro com）的所屬搞笑艺人组合，从而正式进入演艺圈。2003年9月，古坂中止了长达12年的喜剧演出，并加入Techno音乐团体“NO BOTTOM!”。2005年，离开HoriPro com公司，并将NO BOTTOM!乐队改名为“NBR”。2008年，他又重新开始了搞笑艺人的工作。2010年年3月13日，举行个人首场搞笑公演。

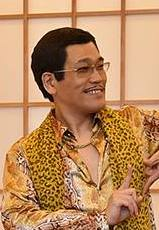
否古太郎

2011年，古坂在其第二次个人公演中创造了“否古太郎”这一角色。否古太郎被设定为“1963年7月17日出生”、“千叶县出身”的创作歌手。由于广受欢迎，古坂决定将这个角色往更深度发展，但古坂在公开场合並不承认否古太郎是自己扮演的，僅表示過自己是否古太郎的製作人。2016年8月25日，否古太郎发表了歌曲《Pen-Pineapple-Apple-Pen》（PPAP），引发网络爆红。2016年12月7日，否古太郎推出了自己的第一张专辑《PPAP》，同年12月31日，否古太郎登上第67回NHK紅白歌合戰，作为特别环节来宾进行表演。
2015年，古坂參加《超級全能住宅改造王》，讓活躍於東北地方的住宅改造專家本間貴史協助他改造老家，讓父母能夠住在溫暖而舒適的家。2017年，曾於PSY的歌曲《I LUV IT》中短暫登場。
2016年，古坂在台灣客串擔任《我愛偶像》的PPAP的作為音樂，邀請陳大天、解婕翎、邱鋒澤、李昶俊和管麟。
2017年8月，宣布與寫真女星安枝瞳結婚。2018年6月17日，妻子安枝瞳誕下一女。

## 演出作品

### 電視劇
- 下町火箭第3集（2018年10月28日，TBS） - 飾演 安本年男
- 魔進戰隊煌輝者（2020年3月8日－2021年2月28日，朝日電視台） -  飾演 博多南無鈴/煌輝金[4]

### 電影
- GO-CON!（日语：GO-CON!）（2000年6月1日） - 飾演 江口甲斐
- 惡女羅曼死（2012年） - 飾演 バラエティ司会者
- 烏鴉的拇指（2012年） - 飾演 ノガミ
- 魔進戰隊煌輝者 EpisodeZERO（2020年） - 飾演 博多南無鈴 [4]
- 魔進戰隊煌輝者 THE MOVIE Be-Bop Dream（2021年） - 飾演 博多南無鈴 [5]
- 琴茧（日语：いとみち）（2021年6月25日） - 飾演 成田太郎